# Convolvulus mataxocarpus
Convolvulus mataxocarpus är en vindeväxtart som beskrevs av Spreng.. Convolvulus mataxocarpus ingår i släktet vindor, och familjen vindeväxter. Inga underarter finns listade i Catalogue of Life.